# Diócesis de Jalapa
La diócesis de Jalapa (en latín: Dioecesis Ialapensis in Guatimala) es una circunscripción eclesiástica de la Iglesia católica en Guatemala. Se trata de una diócesis latina, sufragánea de la arquidiócesis de Guatemala. Desde el 30 de marzo de 2020 su obispo es José Benedicto Moscoso Miranda.

## Territorio y organización
La diócesis tiene 3985 km² y extiende su jurisdicción sobre los fieles católicos de rito latino residentes en los departamentos de Jalapa y El Progreso. 
La sede de la diócesis se encuentra en la ciudad de Jalapa, en donde se halla la Catedral de Nuestra Señora de la Expectación.
En 2021 en la diócesis existían 21 parroquias.

## Historia
La diócesis fue erigida el 10 de marzo de 1951 con la bula Omnium in catholico del papa Pío XII, obteniendo el territorio de la arquidiócesis de Guatemala.
El 25 de enero de 2016 cedió una porción de su territorio para la erección de la diócesis de San Francisco de Asís de Jutiapa mediante la bula Ab Domino ipso del papa Francisco.

## Estadísticas
Según el Anuario Pontificio 2022 la diócesis tenía a fines de 2021 un total de 430 527 fieles bautizados.
| Año                                                                             | Población            | Población | Población      | Sacerdotes | Sacerdotes    | Sacerdotes    | Bautizados por sacerdote | Diáconos permanentes | Religiosos | Religiosos | Parroquias |
| Año                                                                             | Bautizados católicos | Total     | % de católicos | Total      | Clero secular | Clero regular | Bautizados por sacerdote | Diáconos permanentes | Varones    | Mujeres    | Parroquias |
| ------------------------------------------------------------------------------- | -------------------- | --------- | -------------- | ---------- | ------------- | ------------- | ------------------------ | -------------------- | ---------- | ---------- | ---------- |
| 1966                                                                            | 356                  | 363 783   | 98.0           | 23         | 14            | 9             | 15 493                   |                      | 9          | 12         | 22         |
| 1970                                                                            | 420 527              | 427 954   | 98.3           | 27         | 18            | 9             | 15 575                   |                      | 9          | 17         | 25         |
| 1976                                                                            | 402 324              | 427 380   | 94.1           | 24         | 13            | 11            | 16 763                   |                      | 11         | 16         | 18         |
| 1980                                                                            | 433 000              | 460 000   | 94.1           | 26         | 17            | 9             | 16 653                   |                      | 9          | 15         | 18         |
| 1990                                                                            | 472 000              | 600 000   | 78.7           | 33         | 25            | 8             | 14 303                   |                      | 9          | 51         | 27         |
| 1999                                                                            | 605 200              | 712 000   | 85.0           | 34         | 29            | 5             | 17 800                   |                      | 7          | 66         | 29         |
| 2000                                                                            | 623 356              | 733 360   | 85.0           | 33         | 28            | 5             | 18 889                   |                      | 7          | 60         | 29         |
| 2001                                                                            | 685 691              | 806 696   | 85.0           | 38         | 34            | 4             | 18 044                   |                      | 6          | 60         | 29         |
| 2002                                                                            | 694 191              | 822 829   | 84.4           | 34         | 30            | 4             | 20 417                   |                      | 5          | 60         | 29         |
| 2003                                                                            | 655 776              | 771 501   | 85.0           | 38         | 33            | 5             | 17 257                   |                      | 6          | 51         | 29         |
| 2004                                                                            | 662 333              | 779 216   | 85.0           | 38         | 33            | 5             | 17 429                   |                      | 6          | 59         | 32         |
| 2006                                                                            | 675 646              | 794 878   | 85.0           | 42         | 35            | 7             | 16 086                   |                      | 7          | 84         | 33         |
| 2010                                                                            | 678 926              | 827 958   | 82.0           | 46         | 37            | 9             | 14 759                   |                      | 10         | 79         | 33         |
| 2013                                                                            | 730 071              | 866 000   | 84.3           | 46         | 36            | 10            | 15 871                   |                      | 14         | 116        | 34         |
| 2016                                                                            | 409 632              | 481 920   | 85.0           | 35         | 30            | 5             | 11 703                   |                      | 5          | 43         | 21         |
| 2016                                                                            | 409 632              | 481 920   | 85.0           | 34         | 29            | 5             | 12 048                   |                      | 9          | 43         | 20         |
| 2019                                                                            | 422 044              | 496 522   | 85.0           | 32         | 27            | 5             | 13 188                   | 1                    | 5          | 78         | 20         |
| 2021                                                                            | 430 527              | 506 502   | 85.0           | 34         | 30            | 4             | 12 662                   | 1                    | 4          | 55         | 21         |
| Fuente: Catholic-Hierarchy, que a su vez toma los datos del Anuario Pontificio. |                      |           |                |            |               |               |                          |                      |            |            |            |

## Episcopologio
- Miguel Ángel García y Aráuz † (11 de abril de 1951-29 de enero de 1987 retirado)
- Jorge Mario Ávila del Águila, C.M. † (29 de enero de 1987-5 de diciembre de 2001 retirado)
- Julio Edgar Cabrera Ovalle (5 de diciembre de 2001-30 de marzo de 2020 retirado)
- José Benedicto Moscoso Miranda, desde el 30 de marzo de 2020